# Општина Билбор (Харгита)
Билбор (рум. Bilbor) општина је у Румунији у округу Харгита.
Oпштина се налази на надморској висини од 921 m.